# 野岛一成
野岛一成（1964年1月20日—）是一名日本游戏剧本作家，同时也是Stellavista公司的创办人。他最著名的工作是曾参与史克威尔艾尼克斯的最終幻想系列相关作品—《最终幻想VII》、《最终幻想VIII》、《最终幻想X》、《最终幻想X-2》、《最终幻想VII 降临之子》、《核心危機 -最終幻想VII-》和《最終幻想XV》以及王國之心系列游戏的剧本创作。野岛一成也曾为游戏《最终幻想VIII》歌曲的《Liberi Fatali》以及《最终幻想X》的歌曲创作歌词。

## 生平
野岛一成最早曾加入Data East。

### 史克威尔公司
野岛于1994年加入史克威尔公司。在《最终幻想VII》的主角设定完成后，他开始介入游戏的开发工作，他也曾为《神龍奇兵》项目工作。野岛曾最早提出在游戏《最终幻想VII》的两位女主角蒂法与爱丽丝·盖恩斯巴勒，其中应当有一人死去。
野岛也曾参与游戏开发计划“新的水晶故事 最终幻想”中的相关神话创作，它已被用作计划系列内的所有游戏的故事的基础。野岛也参与了大部分王国之心系列游戏的剧本创作。他也曾参与创作《最终幻想XV》的游戏剧本。

### 自由职业
2003年野岛一成离开史克威尔艾尼克斯并创立了一家自由职业编剧公司——Stellavista公司。他为《樱花笔记》编写了剧情。他也曾为《最终幻想XIII》的剧本提供故事概念。在开发创作《海格力斯的荣光》的故事剧本时，野岛从特洛伊城的陷落以及温泉关战役中获取灵感。游戏中并未使用很多希腊的实际地点，而是更多的取材于希腊神话。2011年野岛开始以原作身份发表连续短篇动画《武装中学生》。

## 写作风格和评价
野岛因其作品而被称作游戏行业的“最强音”之一。他笔下的故事因复杂性和对浪漫主义情节的不懈深入而备受关注。

## 遊戲作品
- 侦探神宮寺三郎：危险的两人（英语：Tantei Jingūji Saburō）（1988–1989年，原作）
- 海格力斯的荣光II 泰坦的灭亡（1989年，共同剧本）
- 侦探神宫寺三郎：任凭时光流逝……（英语：Tantei Jingūji Saburō）（1991年，剧本、演出）
- 海格力斯的荣光III 众神的沉默（1992年，剧本）
- 海格力斯的荣光IV 众神的礼物（1994年，监督、剧本）
- 神龍奇兵（1996年，监督）
- 最终幻想VII（1997年，剧本、事件企划）（同北濑佳范合作）
- 最终幻想VIII（1999年，剧本）
- 最终幻想X（2001年，剧本）（同渡邊大祐、鳥山求以及北濑佳范）[8]
- 王国之心（2002年，剧本）（同秋山淳以及渡边大佑）
- 最终幻想X-2（2003年，剧本）
- 危机之前 -最终幻想VII-（2004 剧本监修）
- 王國之心 記憶之鍊（2004年，剧本监修）
- 王國之心II（2005年，剧本）（同渡邊大祐以及酒见治德）
- 地獄犬的輓歌 -最終幻想VII-（2006年，特别感谢）
- 核心危機 -最終幻想VII-（2007年，剧本监修）（剧本由平野幸江担当）
- 任天堂明星大亂鬥X（2008年，剧本创作（亞空之使者））
- 海格力斯的荣光 魂的证明（英语：Glory of Heracles）（2008，剧本）
- 樱花笔记（英语：Sakura Note）（2009，剧本）
- 最终幻想XIII（2009年，故事设定）
- 第一戰士（2010年，剧本）
- 核石之王（英语：Lord of Arcana）（2010年，歌词原作）
- 黑岩射手（英语：Black Rock Shooter: The Game）（2011年，剧本）
- 靈魂扳機（2012年，剧本）
- 最终幻想X/X-2高清重制版（2013年，编剧、作词）[9][10]
- 最終幻想XV（2016年，故事原案）
- 盡頭的巴別塔（英语：Project Babel）（2019年，剧本）
- 最终幻想VII 重制版（2020年，剧本）

## 小說作品
- Final Fantasy VII: On the Way to a Smile(2005年，剧本）
- 最终幻想X-2.5. ～永遠的代價～(2013年，剧本）

## 動畫作品
- 最终幻想VII 降临之子（2005年，编剧）
- 最终幻想VII：通往笑容之路 丁塞尔篇（2009年，剧本）
- 武装中学生（日语：武装中学生）（2011年，世界观、剧本）[7]
- SHADOW OF LAFFANDOR 拉凡朵國物語 ～FANTASY PICTURE STORY～（2017年，编剧）(*形式為網路劇場動畫)